# دام (فیلم ۱۹۴۹)
«دام» (انگلیسی: The Trap) یک فیلم مهیج محصول آرژانتین به کارگردانی کارلوس اوگو کریستنسن است که در سال ۱۹۴۹ منتشر شد.